# Liste der Einträge im National Register of Historic Places im Crawford County (Wisconsin)

Lage des Crawford County in Wisconsin

Die Liste der Registered Historic Places im Crawford County in Wisconsin führt alle Bauwerke und historischen Stätten im Crawford County auf, die in das National Register of Historic Places aufgenommen wurden.

## Legende
| NRHP | Historic Place             |
| HD   | Historic District          |
| NHL  | National Historic Landmark |

## Aktuelle Einträge
| [ 2 ] | Name                              | Bild                            | Eintragsdatum        | Lage                                                                                       | Ort                | Beschreibung |
| ----- | --------------------------------- | ------------------------------- | -------------------- | ------------------------------------------------------------------------------------------ | ------------------ | --- |
| 1     | Astor Fur Warehouse               | Astor Fur Warehouse             | 1966 ID-Nr. 66000800 | Water Street, Saint Feriole Island 43° 3′ 18″ N, 91° 9′ 36″ W                              | Prairie du Chien   | 1828 für Johann Jakob Astors American Fur Company errichtetes Pelzlager; heute Museum |
| 2     | Michael Brisbois House            | Michael Brisbois House          | 1966 ID-Nr. 66000801 | Water Street, Saint Feriole Island 43° 3′ 15″ N, 91° 9′ 35″ W                              | Prairie du Chien   | 1837 aus örtlich gewonnenen Kalksteinen errichtetes Wohnhaus des Pelzhändlers Jean Joseph Rolette und seiner Familie |
| 3     | Carved Cave                       |                                 | 1996 ID-Nr. 96001026 | Adresse nicht veröffentlicht                                                               | Petersburg         | |
| 4     | Cipra Wayside Mound Group         | Cipra Wayside Mound Group       | 2007 ID-Nr. 07000034 | WI 60 43° 1′ 52,1″ N, 91° 1′ 0,3″ W                                                        | Town of Bridgeport | Mounds aus der Zeit der Woodland-Periode |
| 5     | Commercial Hotel                  | Commercial Hotel                | 2002 ID-Nr. 02001342 | 201 West Blackhawk Avenue 43° 3′ 6″ N, 91° 8′ 52″ W                                        | Prairie du Chien   | 1866 als Schweizer Block im Italianate-Stil errichtet; später Hotel |
| 6     | Crawford County Courthouse        | Crawford County Courthouse      | 1982 ID-Nr. 82000645 | 220 North Beaumont Road 43° 3′ 17″ N, 91° 8′ 44″ W                                         | Prairie du Chien   | 1867 aus östlich gefördertem Kalkstein im Italianate-Stil errichtetes Justiz- und Verwaltungsgebäude des Crawford County |
| 7     | Crow Hollow Site                  |                                 | 2002 ID-Nr. 02000256 | Adresse nicht veröffentlicht                                                               | Petersburg         | Lagerplatz aus der Archaischen Periode |
| 8     | Dousman Hotel                     | Dousman Hotel                   | 1966 ID-Nr. 66000122 | Fisher Street Ecke River Road 43° 3′ 14″ N, 91° 9′ 35″ W                                   | Prairie du Chien   | 1864 aus Backsteinen im viktorianischen Stil errichtetes dreistöckiges Hotel, das nach dem Pelzagenten Hercules L. Dousman benannt wurde; 1937 abgebrannt und danach zu einem Schlachthof umgewandelt; heute wieder rekonstruiert |
| 9     | Foley Mound Group                 |                                 | 1974 ID-Nr. 74000062 | Adresse nicht veröffentlicht                                                               | Lynxville          | |
| 10    | W.H.C. Folsom House               | W.H.C. Folsom House             | 1984 ID-Nr. 84000692 | 109 Blackhawk Avenue 43° 3′ 6″ N, 91° 8′ 49″ W                                             | Prairie du Chien   | 1842 im Stil des Greek Revival errichtetes Wohnhaus des Geschäftsmannes W.H.C. Folsom |
| 11    | Fort Crawford Military Hospital   | Fort Crawford Military Hospital | 1966 ID-Nr. 66000121 | Rice Street Ecke South Beaumont Road 43° 2′ 37″ N, 91° 8′ 49″ W                            | Prairie du Chien   | Seit 1816 Außenposten der US-Army; heute Museum |
| 12    | Larsen Cave                       |                                 | 2002 ID-Nr. 02000187 | Adresse nicht veröffentlicht                                                               | Eastman            | |
| 13    | Old Rock School                   | Old Rock School                 | 1983 ID-Nr. 83004265 | South Marquette Road Ecke Parrish Street 43° 2′ 1″ N, 91° 8′ 12″ W                         | Prairie du Chien   | 1857 im Stil des Greek Revival errichtete Grundschule |
| 14    | Olson Mound Group                 |                                 | 1974 ID-Nr. 74000063 | Adresse nicht veröffentlicht                                                               | Town of Seneca     | |
| 15    | Pedretti III                      |                                 | 1978 ID-Nr. 78000084 | Adresse nicht veröffentlicht                                                               | Prairie du Chien   | |
| 16    | Strange Powers House              | Strange Powers House            | 1979 ID-Nr. 79000067 | 338 North Main Street 43° 3′ 19″ N, 91° 8′ 54″ W                                           | Prairie du Chien   | Um 1820 im französischen Kolonialstil errichtetes Wohnhaus |
| 17    | Prairie du Chien City Hall        | Prairie du Chien City Hall      | 2002 ID-Nr. 02001186 | 207 West Blackhawk Avenue 43° 3′ 6″ N, 91° 8′ 53″ W                                        | Prairie du Chien   | 1894 errichtetes Rathaus, das bis 2002 für die Stadtverwaltung genutzt wurde |
| 18    | Prairie du Chien Post Office      | Prairie du Chien Post Office    | 2000 ID-Nr. 00001263 | 120 South Beaumont Road 43° 3′ 3″ N, 91° 8′ 46″ W                                          | Prairie du Chien   | 1936 im Zuge des New Deal mithilfe der Works Progress Administration errichtetes Postamt; enthält Skulpturen von Jacques Marquette und Louis Joliet                                                                               |
| 19    | Alfred Reed Mound Group (47Cr311) |                                 | 1982 ID-Nr. 82000646 | Adresse nicht veröffentlicht                                                               | Prairie du Chien   | |
| 20    | Rolette House                     | Rolette House                   | 1972 ID-Nr. 72000046 | North Water Street Ecke Fisher Street 43° 3′ 14″ N, 91° 9′ 33″ W                           | Prairie du Chien   | Um 1840 errichteter Backstein- und Fachwerkbau des Pelzhändlers Jean Joseph Rolette; Später Hotel |
| 21    | Tainter Cave                      |                                 | 2001 ID-Nr. 01000106 | Adresse nicht veröffentlicht                                                               | Town of Clayton    | Rund 1000 Jahre alte Kohlezeichnungen von Menschen und Tieren |
| 22    | Unpleasant Ridge                  |                                 | 1997 ID-Nr. 97001553 | Adresse nicht veröffentlicht                                                               | Boydtown           | |
| 23    | Francois Vertefeuille House       | Francois Vertefeuille House     | 1993 ID-Nr. 93000142 | Highway K, rund 0,5 km südlich der Kreuzung mit der Limery Road 43° 4′ 59″ N, 91° 8′ 57″ W | Prairie du Chien   | Um 1810 errichtetes Blockhaus von Pelzhändlern |
| 24    | Villa Louis                       | Villa Louis                     | 1966 ID-Nr. 66000123 | Villa Road and Bolvin Street 43° 3′ 21″ N, 91° 9′ 33″ W                                    | Prairie du Chien   | 1871 im Italianate-Stil errichtetes Wohnhaus |
| 25    | Wall-Smethurst Mound Group        |                                 | 1974 ID-Nr. 74000064 | Adresse nicht veröffentlicht                                                               | Lynxville          | |